# Stelletta parvispicula
Stelletta parvispicula är en svampdjursart som först beskrevs av William Johnson Sollas 1886.  Stelletta parvispicula ingår i släktet Stelletta och familjen Ancorinidae. Inga underarter finns listade i Catalogue of Life.